# Zhongshan (Hezhou)
Der Kreis Zhongshan (chinesisch 鍾山縣 / 钟山县, Pinyin Zhōngshān Xiàn; Zhuang Cunghsanh Yen) ist ein Kreis im Autonomen Gebiet Guangxi der Zhuang-Nationalität in der Volksrepublik China. Zhongshan gehört zum Verwaltungsgebiet der bezirksfreien Stadt Hezhou. Er hat eine Fläche von 1.472 km² und 371.100 Einwohner (Stand: Ende 2018).
Im Jahre 2013 hatte der Kreis eine registrierte Bevölkerung von 432.682 und eine ansässige Bevölkerung von etwa 357.400 Personen. Von der registrierten Bevölkerung waren 229.386 Männer und 203.296 Frauen. Es waren 97.076 Personen unter 18 Jahren und 55.403 Personen über 60 Jahre alt.

## Administrative Gliederung
Auf Gemeindeebene setzt sich der Kreis aus zehn Großgemeinden und zwei Nationalitätengemeinden (beide der Yao) zusammen. Diese sind:
Großgemeinden:
- Zhongshan (鍾山鎮 / 钟山镇)
- Huilong (回龍鎮 / 回龙镇)
- Shilong (石龍鎮 / 石龙镇)
- Fengxiang (鳳翔鎮 / 凤翔镇)
- Shanhu (珊瑚鎮 / 珊瑚镇)
- Tonggu (同古鎮 / 同古镇)
- Gong’an (公安鎮 / 公安镇)
- Qingtang (清塘鎮 / 清塘镇)
- Honghua (紅花鎮 / 红花镇)
- Yantang (燕塘鎮 / 燕塘镇)

Nationalitätengemeinden:
- Huashan (花山瑤族鄉 / 花山瑶族乡)
- Liang’an (兩安瑤族鄉 / 两安瑶族乡)

Der Regierungssitz des Kreises befindet sich in der Großgemeinde Zhongshan (鍾山鎮 / 钟山镇).
Seit 19. September 2007 wurden die Großgemeinden Wanggao und Yangtou von Zhongshan abgetrennt und dem Verwaltungsgebiet Pinggui (平桂管理区) zugeschlagen. Das Territorium schrumpfte dadurch von 1.675 km² auf 1.472 km².